# Agrotera ignepicta
Agrotera ignepicta is een vlinder uit de familie van de grasmotten (Crambidae). De wetenschappelijke naam van de soort is voor het eerst gepubliceerd in 1898 door George Francis Hampson.
De spanwijdte bedraagt ongeveer 25 millimeter.
De soort komt voor in Australië (Queensland).